# ジャック・ステイシー
ジャック・ステイシー（1996年4月6日 - ）はイングランドのサッカー選手。ポジションはDF。ノリッジ・シティFC所属。

## 経歴
2004年、8歳でレディングFCのユースチームに所属し、2013年12月10日にトップチームと2年半契約を結んだ。
2015年11月23日にフットボールリーグ2に所属するバーネットFCに期限付き移籍した。
2016年8月31日、同じくフットボールリーグ2のエクセター・シティFCに半年間の期限付き移籍。主力となり、1月23日にはシーズン終了まで期限を延ばした。チームは昇格プレーオフに進出したが、ブラックプールFCに2-1で敗れ敗退した。
2017年6月26日、リーグ2のルートン・タウンFCと2年半契約を結んだ。ここでも定位置をつかみ、チームの2年連続での昇格に貢献した。
2019年7月8日、プレミアリーグのAFCボーンマスと4年契約を結んだ。
2023年5月31日、ノリッジ・シティFCに3年契約で移籍した。